# رنه هاکه
رنه هاکه (زادهٔ ۱۸ دسامبر ۱۹۷۱) مربی فوتبال اهل هلند می‌باشد و درحال‌حاضر کمک مربی باشگاه فوتبال فاینورد است.

## آمار مربی‌گری
تا تاریخ ۲۰ مارس ۲۰۲۲
| تیم           | از             | تا            | Record | Record | Record | Record | Record | Record | Record | Record |
| تیم           | از             | تا            | G      | W      | D      | L      | GF     | GA     | GD     | Win %  |
| ------------- | -------------- | ------------- | ------ | ------ | ------ | ------ | ------ | ------ | ------ | ------ |
| امن           | ۱۸ اکتبر ۲۰۱۰  | ۳۰ ژوئن ۲۰۱۲  | ۶۰     | ۱۳     | ۱۳     | ۳۴     | ۶۰     | ۱۲۰    | ۶۰−    | ۰۲۲    |
| توئنته        | ۳۰ اوت ۲۰۱۵    | ۱۸ اکتبر ۲۰۱۷ | ۷۵     | ۲۷     | ۱۵     | ۳۳     | ۱۰۸    | ۱۲۳    | ۱۵−    | ۰۳۶    |
| کامبور        | ۳۱ ژانویه ۲۰۱۸ | ۳۰ ژوئن ۲۰۱۹  | ۶۳     | ۲۸     | ۱۷     | ۱۸     | ۱۰۸    | ۸۹     | ۱۹+    | ۰۴۴    |
| اوترخت جوانان | ۱ ژوئیه ۲۰۱۹   | ۷ نوامبر ۲۰۲۰ | ۳۸     | ۱۳     | ۸      | ۱۷     | ۶۲     | ۶۷     | ۵−     | ۰۳۴    |
| اوترخت        | ۷ نوامبر ۲۰۲۰  | اکنون         | ۶۰     | ۲۴     | ۱۸     | ۱۸     | ۱۰۰    | ۷۹     | ۲۱+    | ۰۴۰    |
| مجموع         | مجموع          | مجموع         | ۲۹۶    | ۱۰۵    | ۷۱     | ۱۲۰    | ۴۳۸    | ۴۷۸    | ۴۰−    | ۰۳۵    |